# Alfred Francis Přibram
Alfred Francis Přibram (* 1. September 1859 in London; † 7. Mai 1942 in London-Richmond) war ein österreichisch-britischer Historiker und Universitätsprofessor.

## Leben
Pribram entstammte einer Wiener jüdischen Kaufmannsfamilie. Er war – bei fünf älteren Geschwistern – jüngstes Kind von Heinrich (Henry) Přibram und Sophie Přibram, geb. Wehle. Von 1878 bis 1883 studierte er Philosophie und Geschichte an der Universität Wien, wo er von Ottokar Lorenz, Heinrich Zeißberg und Theodor Sickel beeinflusst wurde. Er promovierte 1882 und absolvierte von 1881 bis 1883 das Institut für Österreichische Geschichtsforschung.
1887 wurde er Privatdozent, 1894 a. o. Professor, 1900 Titularprofessor und 1913 ordentlicher Professor ad personam für mittlere und neuere Geschichte an der Universität Wien. 1919 wurde er als korrespondierendes Mitglied der Akademie der Wissenschaften in Wien aufgenommen. Aus dieser trat er Ende 1938 aus, nachdem diese Akademie unter Druck gesetzt worden war, sich von ihren „nichtarischen“ Mitgliedern zu trennen.
Pribrams frühes Werk befasste sich mit Kaiser Leopold I. und gipfelte in einer Biographie über dessen bedeutendsten Diplomaten, Franz von Lisola. Der zweite Teil von Pribrams Werk ist der Erforschung der Ursachen für den Ausbruch des Ersten Weltkrieges gewidmet, wobei seiner Ausgabe der politischen Geheimverträge Österreich-Ungarns 1879–1914 eine besondere Bedeutung zukommt.
Pribram, zu dessen Freundeskreis Sigmund Freud, Josef Redlich und Ludo Moritz Hartmann zählten, emigrierte 1939 nach England, wo er schon vorher akademisch tätig gewesen war. Zu seinen Schülern gehörte mit A. J. P. Taylor der bekannteste britische Historiker des 20. Jahrhunderts.

## Schriften (Auswahl)
- Oesterreich und Brandenburg. 2 Bände, Prag 1884–85.
- Der Kampf um eine Braut. Beitrag zur Geschichte der brandenburgischen Hauspolitik (= Zeitschrift für Allgemeine Geschichte 1884, Heft 4).
- Die Berichte des kaiserlichen Gesandten Franz von Lisola aus den Jahren 1655–1660. Wien 1887.
- Beitrag zur Geschichte des Rheinbundes von 1658 (= Sitzungsberichte der Phil. hist. Classe der kaiserlichen Akademie der Wissenschaften. Bd. 115,1), Wien 1888.
- Zur Wahl Leopold I. 1654–1658 (= Archiv für österreichische Geschichte. Bd. 73,1), Wien 1888.
- Österreichische Vermittelungs-Politik im polnisch-russischen Kriege 1654–1660 (= Archiv für österreichische Geschichte. Bd. 75,2), Wien 1889.
- Venetianische Depeschen vom Kaiserhofe (Dispacci di Germania). 2 Bände, Wien 1889.
- Urkunden und Actenstücke zur Geschichte des Kurfürsten Friedrich Wilhelm von Brandenburg. Berlin 1890.
- Franz Paul Freiherr von Lisola 1613–1674 und die Politik seiner Zeit. Leipzig 1894 (Digitalisat).
- Das böhmische Commerzcollegium und seine Thätigkeit ... (= Beiträge zur Geschichte der deutschen Industrie in Böhmen. Bd. 6). Prag 1898.
- herausgegeben mit Moriz Landwehr v. Pragenau: Privatbriefe Kaiser Leopold I. an den Grafen Fr. E. Pötting 1662–1673. 2 Teile (= Fontes rerum austriacarum 2, S. 56–57), Wien 1903–04.
- Österreichische Staatsverträge. England. 2 Bände (= Veröffentlichungen der Kommission f. Neuere Geschichte Österreichs. Bd. 3, 12) 1907–13.
- Urkunden und Akten zur Geschichte der Juden in Wien (= Quellen und Forschungen zur Geschichte der Juden in Deutsch-Österreich. Bd. 1, 1–2), 1918.
- Die politischen Geheimverträge Österreich-Ungarns 1879–1914. Wien 1920 (Digitalisat der englischen Ausgabe: Bd. 1, Bd. 2).
- Austrian foreign policy, 1908–18. 1923 (Digitalisat).
- England and the International Policy of the Great Powers 1871–1914. 1931.
- Materialien zur Geschichte der Preise und Löhne in Österreich 1 (= Veröffentlichungen des Internationalen Wissenschaftlichen Komitees für die Geschichte der Preise und Löhne. Bd. 1), Ueberreuter, Wien 1938.